# Запад (САД)
Запад (енгл. Western United States) је регион у САД.

## Државе
- Ајдахо
- Аљаска
- Вашингтон
- Калифорнија
- Колорадо
- Монтана
- Невада
- Орегон
- Вајоминг
- Хаваји
- Јута